# Sui Generis
|  | Aquest article tracta sobre el grup de rock. Vegeu-ne altres significats a «sui generis». |

Sui Generis és un grup de rock català, format a Girona el 1985 per Jep Pradas, Jordi Bonet i Xevi Moré. El 1988, després de la desafortunada mort per accident de Xevi Moré, s'hi van afegir Marc Marqués i Pato Alvarez. Des del 1991, està format per Jep Pradas, Jordi Bonet, Xavier Maresma, i des del 1993, també Miquel Brugués.

## Discografia[5]
- Sui Generis (Blau-DiscMedi,1989)
- Això és més (Urantia Records,1992)
- Sui Generis al Mariscal - Concert acústic (Picap,1994)
- Zelig (Picap,1996)